# Područje 51
Područje 51 ili Zona 51 (eng. Area 51) je vojna baza smještena u južnom dijelu zapadne Nevade u Sjedinjenim Američkim Državama (130 kilometara sjeverozapadno od Las Vegasa). Glavna svrha baze je razvijanje i ispitivanje pokusnih vojnih zrakoplova i naoružanja Baza se naziva i Dreamland, Paradise Ranch, Home Base, Watertown Strip, Groom Lake a u novije vrijeme i Zračna luka Homey. Područje je dio "Nellis" vojnih operacija, a zračni prostor oko baze ograničen za letenje (R-4808N), poznat je vojnim pilotima pod nazivom »Kutija«.
Postojanje baze dugo je nijekala američka vlada, što je dovelo do učestalih teorija od kojih je središnja ona o neidentificiranu letećem objektu (NLO) skrivenom u bazi.

## Projekti na Jezeru Groom
Jezero Groom nije uobičajena zračna baza te se borbene jedinice u pravilu tamo ne razmještaju. Umjesto toga koristiti se tijekom razvoja, testiranja i obuke za nove tipove zrakoplova. Tek kada, nakon ispitivanja zrakoplov odobri neka od institucija kao što su Ratno zrakoplovstvo SAD-a ili CIA, on će biti predan na uporabu u operativnu zračnu bazu. Ipak, u bazi se nalaze i nekoliko zrakoplova projektiranih u bivšem SSSR-u koji služe za trening i analizu. Sovjetski špijunski sateliti fotografirali su Groom jezero tijekom hladnog rata, a kasnije su i civilni sateliti napravili fotografije baze i njene okolice. Iz slika se ipak mogu izvući samo skromni zaključci o bazi, njenoj uzletno-sletnoj stazi, hangarima i jezeru.

### Projekt Lockheed U-2
Za vrijeme Drugog svjetskog rata Groom jezero je korišteno za uvježbavanje bombardiranja i artiljerijskog gađanja. Nakon rata područje je napušteno sve do travnja 1955. godine kada ga je lockheedov tim izabrao kao idealnu lokaciju za testiranje svojih nadolazećih U-2 špijunskih aviona. Isušeni dio jezera korišten je kao idealna pista za upravljanje eksperimentalnih zrakoplova a planinski lanci koji okružuju dolinu štitili su bazu od neželjenih pogleda. 
Lockheed je na tom području improvizirao bazu, tada poznatu kao "Site II" ili "Ranch", koja se sastojala od nekoliko skloništa, radionica i prikolica za smještaj njegova malog tima. U samo tri mjeseca izrađena je pista dužine 1.500 metara i već u srpnju 1955. bila je spremna za uporabu. Prvi U-2 u bazu je s teretnim zrakoplovom Douglas C-124 Globemaster II iz Burbanka dostavljen 24. srpnja 1955. Lokidovi tehničari u bazu su sletjeli s Douglasom DC-3. Prvi U-2 je iz baze poletio 4. kolovoza 1955. a sredinom 1956. počeli su pod vodstvom CIA-e prvi špijunski letovi nad tadašnjim Sovjetskim savezom.

### Projekt SR-71 Blackbird
Nakon što su u svibnju 1960. vojne snage SSSR-a uspjele srušiti U-2, Lockheed je počeo raditi na njegovom nasljedniku kao dio OXCART CIA programa. Projekt je uključivao A-12- izviđački avion s velikom visinom leta i s brzinom od 3Maha iz kojeg je kasnije razvijen slavni SR-71 Blackbird. Osobine SR-71 i zahtjevi za njegovo održavanje doveli su do velikog širenja objekata kao i piste na jezeru. Glavna pista produžena je na 2.600 m, broj ljudi u bazi naraslo je na preko 1.000 a prvi prototip A-12 poletio je 1962. godine. Baza je dobila svoje spremnike za gorivo i kontrolni toranj, uvelike je poboljšana sigurnost, zatvoren je mali civilni rudnik u slivu bazena jezera a šire područje doline je proglašeno ekskluzivnim vojnim područjem. 
U bazi su po prvi puta letjeli većina Blackbird inačica: A-12, neuspio prototip presretača YF-12 i osnovni model "Crne ptice" D-21. A-12 ostaje u bazi sve do 1968. (SR-71 svoj prvi let ima u Palmdaleu, Kalifornija.) 

### ProjektHave Blue/F-117
Nakon "Crne ptice", Područje 51 je korišteno za razvijanje i usavršavanje Stealth tehnologije. Ova tehnologija je omogućila izradu zrakoplova B-2 Spirit i F-117 Nighthawk koji su bili desetljećima ispred svog vremena. Iako su javnosti predstavljeni tek 1988. godine oni su u Području 51 letjeli od 1977. godine. 
Lockheed-ov Have Blue prototip nevidljivog lovca (manji model F-117 Nighthawka) imao je prvi let u prosincu 1977. a ispitivanje raznih modela pod velikom tajnom je rađeno sve do sredine 1981., kada je počela izrada prvih F-117. Uz dodatne letne testove usavršavan je radarski sustav, testirano naoružanje te je vršena obuka za prve grupe USAF F-117 pilota. Nakon toga, pod još uvijek visoko klasificiranom tajnosti, F-117 se premješta u obližnju Zračnu luku Tonopah Test Range a na kraju u Bazu ratnog zrakoplovstva Holloman. 